# Synostomina andina
Synostomina andina är en svampart som beskrevs av Petr. 1949. Synostomina andina ingår i släktet Synostomina, divisionen sporsäcksvampar och riket svampar.   Inga underarter finns listade i Catalogue of Life.